# Бактинський сільський округ
Бакти́нський сільський округ (каз. Бақты ауылдық округі, рос. Бактинский сельский округ) — адміністративна одиниця у складі Каркаралінського району Карагандинської області Казахстану. Адміністративний центр — село Бакти.
Населення — 921 особа (2021; 1419 у 2009, 1543 у 1999, 1963 у 1989).
Станом на 1989 рік існувала Бахтинська сільська рада (села Абиз, Бакти, Талдибай, Шолаккайин).

## Склад
До складу округу входять такі населені пункти:
| Населений пункт  | Населення, осіб (1989) | Населення, осіб (1999) | Населення, осіб (2009) | Населення, осіб (2021) |
| ---------------- | ---------------------- | ---------------------- | ---------------------- | ---------------------- |
| Абиз, село       | 420                    | 321                    | 351                    | 245                    |
| Бакти, село      | 1149                   | 902                    | 967                    | 622                    |
| Талдибай, село   | 188                    | 193                    | -                      | -                      |
| Шолаккайин, село | 206                    | 127                    | 101                    | 54                     |